# Euchirella orientalis
Euchirella orientalis is een eenoogkreeftjessoort uit de familie van de Aetideidae. De wetenschappelijke naam van de soort is voor het eerst geldig gepubliceerd in 1929 door Sewell.